# Jenny
 For alternative betydninger, se Jenny (flertydig). (Se også artikler, som begynder med Jenny)
Jenny er et pigenavn, der er en engelsk afledning af Jane/Johanne. I nyere tid er det oftere på engelsk afledt af Jennifer. Varianter af navnet på dansk er blandt andet Jennie, Jenni, Jenna og Jena, ligesom også Jennifer bruges. Ifølge Danmarks Statistik bærer 3.827 danskere et af disse navne pr. 1. januar 2020.

## Kendte personer med navnet
- Jenny Alm, svensk håndboldspiller.
- Jennifer Aniston, amerikansk skuespiller.
- Jenny Berggren, svensk sanger.
- Jennifer Capriati, amerikansk tennisspiller.
- Jenna Elfman, amerikansk skuespiller.
- Jenny Kammersgaard, dansk svømmer.
- Jennifer Jason Leigh, amerikansk skuespiller.
- Jenny Lind, svensk sanger.
- Jennifer Love Hewitt, amerikansk skuespiller og sanger.
- Jennifer Lopez, amerikansk skuespiller og sanger.
- Jenny Rossander (Lydmor), dansk musiker.
- Jenna Ushkowitz, amerikansk kuespiller og sanger.
- Jenny Wilson, svensk sanger og sangskriver.

## Navnet anvendt i fiktion
- Sørøver-Jenny er en figur i Bertolt Brechts Laser og pjalter.
- Soldaten og Jenny er en dansk film fra 1947 instrueret af Johan Jacobsen.
- Historien om Jenny er et album fra 1978 af og med Benny Holst.
- Jenny og påfuglen er en roman af Johan Borgen.
- "Jenny, Jenny" er titlen på et af Little Richards hits.
- "Jenny" er titlen på en sang fra Bifrosts album Til en sigøjner.
- Jon Bang Carlsen har lavet en dokumentarfilm med titlen Jenny.
- Jenny er en person i den britiske science fiction-serie Doctor Who